# Macrochelys temminckii
Espèce
Synonymes
- Chelonura temminckii Troost in Harlan, 1835

Statut de conservation UICN

 VU A1cd : Vulnérable
Statut CITES
La Tortue alligator (Macrochelys temminckii), l'un des deux représentants actuels du genre Macrochelys, est une espèce de tortues de la famille des Chelydridae.

## Étymologie
Cette espèce est nommée en l'honneur du zoologiste néerlandais Coenraad Jacob Temminck.

## Répartition
Cette espèce est endémique des États-Unis. Elle se rencontre au Kansas, en Iowa, en Indiana, en Illinois, au Tennessee, au Kentucky, au Missouri, en Oklahoma, au Texas, en Arkansas, en Louisiane, au Mississippi, en Alabama, en Géorgie et en Floride.
La présence d'un individu à l'état sauvage est signalée en 2011, 2014 puis 2019 en Corée du Sud.

## Description

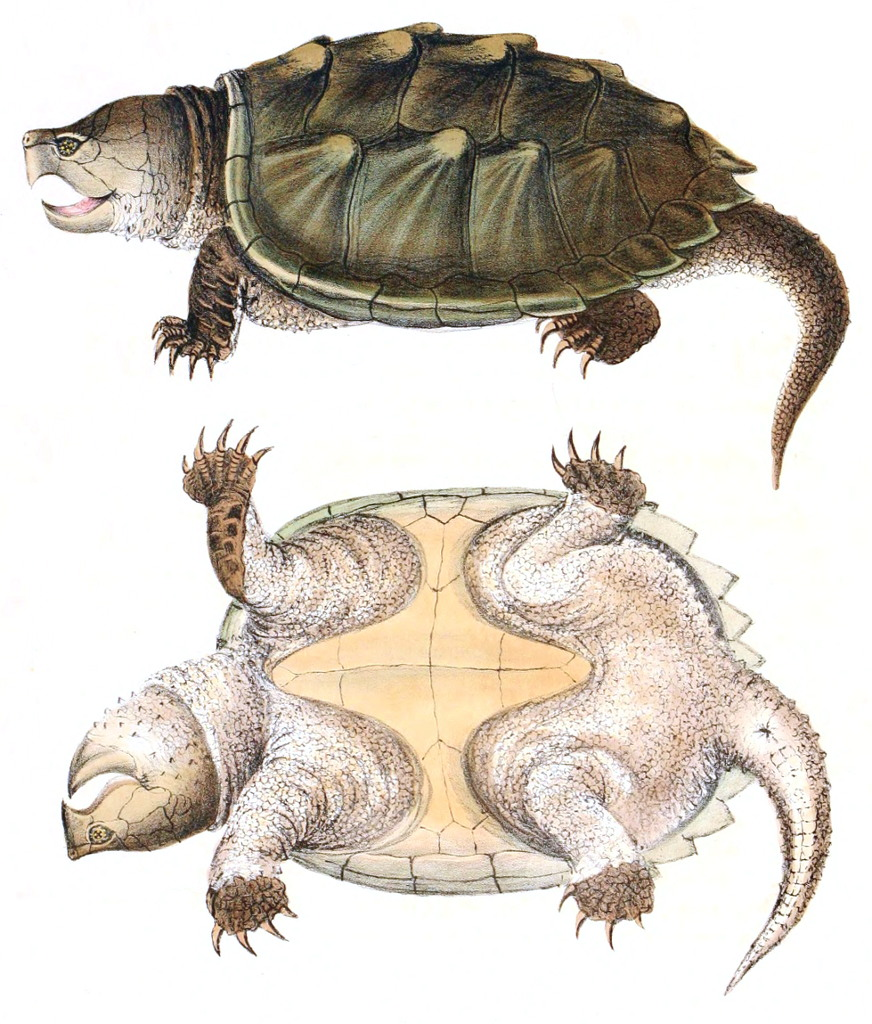
Tortue alligator

Cette espèce dispose d'une carapace foncée, brun-noir, souvent recouverte d'algues. Ses marginales sont très dentelées. Elle n'est pas capable de rentrer toute sa tête. Elle dispose d'un bec caractéristique muni d'un appendice sur la mâchoire du haut et sur la mâchoire du bas. C'est la seule tortue à disposer d'un leurre. Cet appendice mobile en forme de ver est formé au bout de la langue et sert à attirer les poissons.
Les mâles peuvent atteindre plus de 100 kg pour une longueur comprise entre 65 et 75 cm. La tortue alligator possède une très puissante mâchoire.
Cette espèce est caractérisée par une tête large et lourde, et une épaisse carapace aux larges écailles en pointe. Elle est reconnaissable par ses trois rangées de plaques pointues et proéminentes sur la carapace, là où la plupart des tortues ont une carapace aux plaques beaucoup moins prononcées. Sa carapace est de couleur grise, marron, noire, ou vert olive, souvent couverte d'une couche d'algues vertes.
Généralement, les mâles sont plus imposants que les femelles, et certains cas de tortues alligators de près de 180 kilos ont été rapportés sans pour autant être vérifiés. On peut distinguer le mâle de la femelle grâce, entre autres critères, à la largeur de la base de la queue, différente d'un sexe à l'autre à cause des organes génitaux.

## Comportement
La tortue alligator vit principalement dans l'eau, dans laquelle elle peut rester jusqu'à 50 minutes avant de devoir revenir à la surface pour respirer.

## Régime alimentaire
Les tortues alligator peuvent détecter les substances chimiques libérées par leurs proies, y compris quand ces dernières sont cachées dans la vase. Leur langue dispose d'un appendice en forme de ver, dont le mouvement permet d'attirer des poissons facilement directement dans la gueule de la tortue.

## Systématique
Le nom valide complet (avec auteur) de ce taxon est Macrochelys temminckii Troost, 1835
Ce taxon porte en français les noms vernaculaires ou normalisés suivants : Tortue alligator,, tortue de Temminck.
Macrochelys temminckii a pour synonymes :
- Chelonura temminckii Troost In Harlan, 1835
- Gypochelys lacertina Agassiz, 1857
- Macrochelys apalachicolae Thomas, Granatosky, Bourque, Krysko, Moler, Gamble, Suarez, Leone & Roman, 2014
- Macroclemys temminckii (Troost, 1835)
- Testudo planitia Gmelin, 1789

## Relations avec l'homme

### Accidents
On connaît quelques cas d'agressions d'humains par des tortues alligator, dont en 2013 un enfant en Allemagne ayant eu le tendon d’Achille sectionné en se baignant. La présence de cet animal en eaux douces allemandes peut s'expliquer par le fait que la possession de cette espèce est illégale en Allemagne depuis 1999.

### Captivité
La tortue alligator est une espèce prisée par les particuliers et les collectionneurs[réf. nécessaire].
En France, la détention de cette espèce par un particulier nécessite un arrêté préfectoral d’ouverture (APO) et un certificat de capacité.

## Publications originales
- Gray, 1856 "1855" : On some New Species of Freshwater Tortoises from North America, Ceylon and Australia, in the collection of the British Museum. Proceedings of the Zoological Society of London, vol. 23, p. 197-202 (texte intégral).
- Harlan, 1835 : Medical and Physical Researches: or Original Memoirs in Medicine, Surgery, Physiology, Geology, Zoology, and Comparative Anatomy. L.R. Bailey, Philadelphia, p. 1-653.